# Bahnhof Schaan-Vaduz
Der Bahnhof Schaan-Vaduz ist eine Betriebsstelle der Bahnstrecke Feldkirch–Buchs in Schaan, Liechtenstein. Schaan-Vaduz ist der zentrale Verknüpfungspunkt des Busnetzes des Fürstentums.

## Geschichte

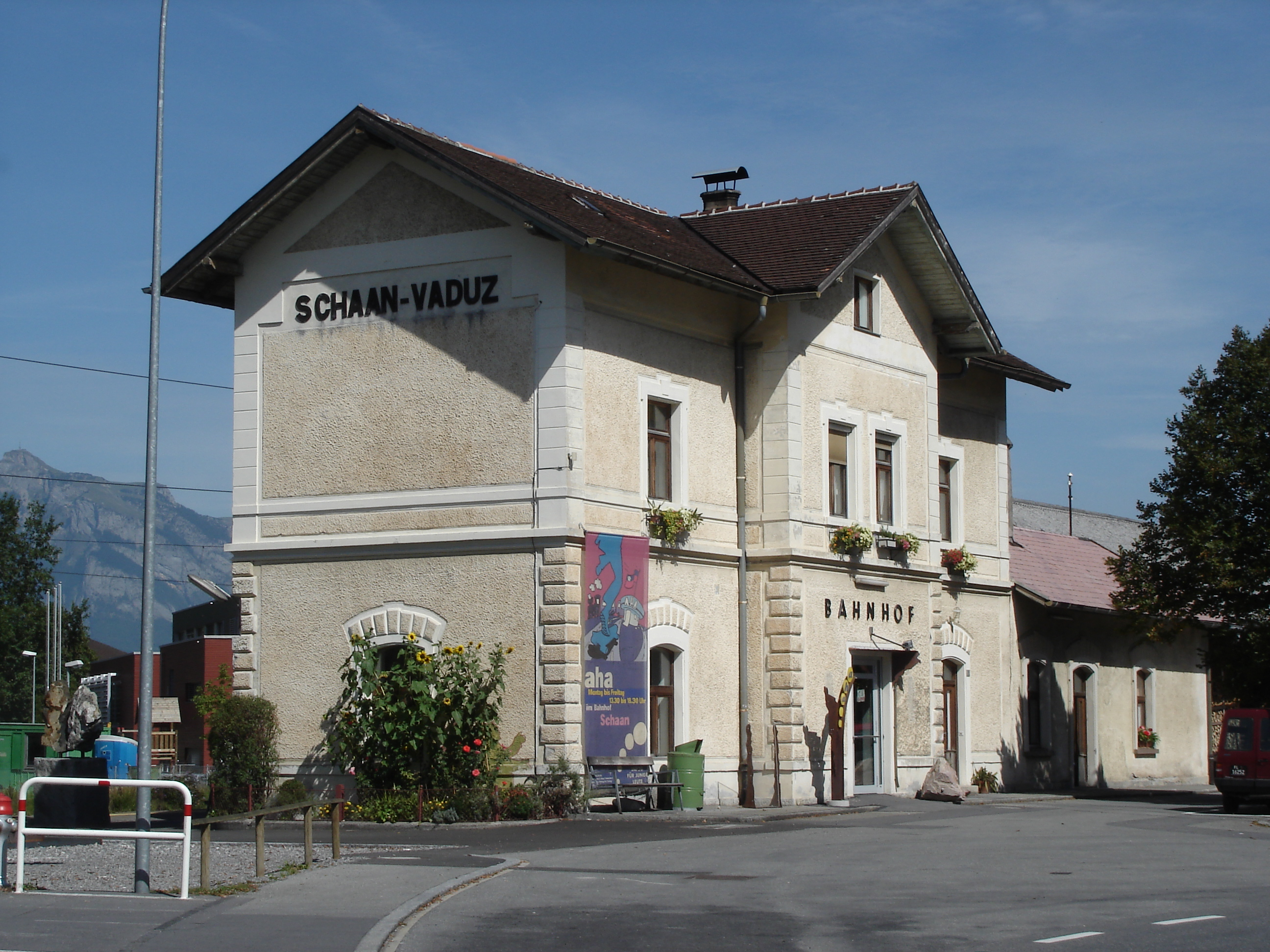
Aufnahmsgebäude, Strassenseite vor der Renovierung (2007)

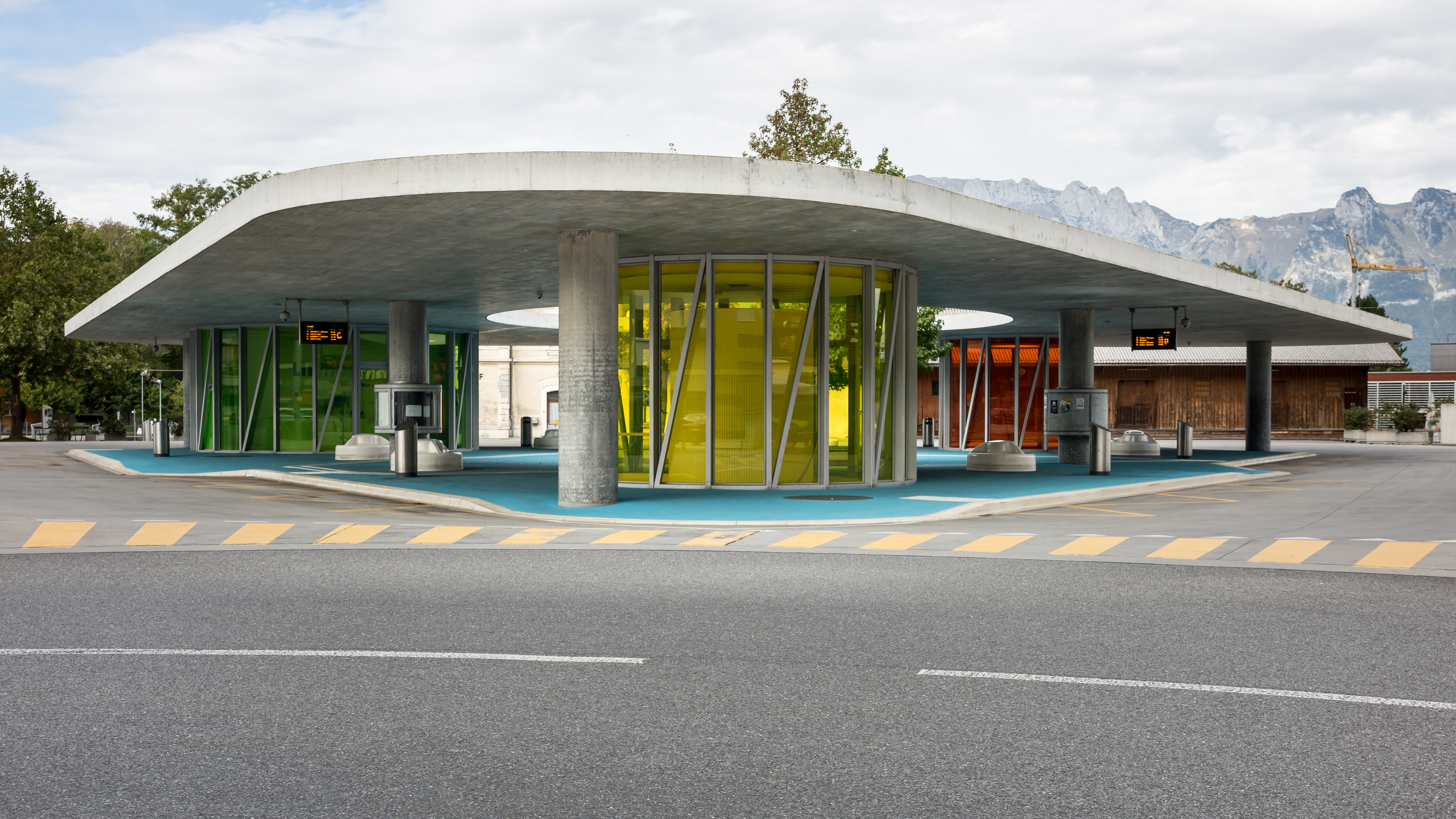
Bushof Schaan auf dem Vorplatz. Die sechs Buskanten sind hintereinander paarweise rings um das Gebäude angeordnet. (2018)

Der Bahnhof wurde am 24. Oktober 1872 von der k.k. priv. Vorarlberger Bahn zusammen mit der Strecke eröffnet. Das in Massivbauweise erstellte Aufnahmsgebäude, das unter Denkmalschutz steht und zusammen mit den Nebengebäuden dem liechtensteinischen Staat gehört, wurde ab 1870 als einstöckiger Typenbau errichtet.
Mit Eröffnung der Arlbergbahn im Jahr 1884 gewann auch Schaan-Vaduz an Bedeutung. Das erhöhte Verkehrsaufkommen, der Bahnhof wurde Schnellzughalt der Relation Wien–Paris, erforderte zusätzliches Personal, für das die entsprechenden Räumlichkeiten einschliesslich Wohnraum bereitgestellt werden mussten. So wurde das Gebäude 1890 aufgestockt.
Zu Beginn des letzten Jahrhunderts sollte der Bahnhof Ausgangspunkt der geplanten Schmalspurbahn Schaan–Landquart werden, die aber letztlich kriegsbedingt nicht mehr realisiert wurde.
Der Betriebsführungsvertrag der Österreichischen Bundesbahnen (ÖBB) für die auf Liechtensteiner und Schweizer Gebiet verlaufende Strecke, in den die Deutsche Reichsbahn 1938 eintrat, sah vor, dass alle Schnellzüge im Bahnhof hielten.
Infolge des Beitritts Liechtensteins zum Schweizer Zollgebiet im Jahr 1924 wurde in den Jahren 1926/27 zudem ein ebenerdiger Anbau am Aufnahmsgebäude errichtet, der bis Ende 1986 als Zollamtsgebäude diente. Abgesetzt vom Aufnahmsgebäude entstand beim Bau des Bahnhofes für den Güterumschlag ein in Holzbauweise errichtetes Frachtenmagazin, das bis heute existiert.
Der Rheineinbruch bei der Eisenbahnbrücke vom 27. September 1927 zog den Bahnhof stark in Mitleidenschaft und führte zu einer mehrwöchigen Betriebsunterbrechung.
Im Rahmen eines Infrastrukturvertrages mit den Österreichischen Bundesbahnen wurde im März 2011 auch die Modernisierung der Station Schaan-Vaduz beschlossen. Der einzige verbliebene Bahnsteig hat seit Abschluss der Bauarbeiten eine Systemhöhe von 550 Millimetern über Schienenoberkante.
Auf dem Bahnhofsvorplatz wurde am 20. November 2010 ein neuer Bushof eröffnet. Er dient als zentrale Haltestelle des Verkehrsbetriebes LIECHTENSTEINmobil. Werktags bedienen über 300 Busfahrten den Bahnhof, 5‘000 bis 7‘000 Fahrgäste werden täglich gezählt. Unter dem Bushof wurde eine Tiefgarage gebaut.
Von 2019 bis 2021 wurden das Aufnahmsgebäude und der Lagerschuppen für mehrere Millionen Schweizer Franken umfassend renoviert. Seit der Renovierung befindet sich das Kundenzentrum des LIECHTENSTEINMobil im Gebäude. Das alte Kundenzentrum im Bushof wurde dafür geschlossen. Das Frachtenmagazin wird als Velostation genutzt.

## Betrieb
Im Jahr 2023 halten in Schaan-Vaduz lediglich werktags im Berufsverkehr Reisezüge. Insgesamt verzeichnet der Fahrplan der ÖBB elf Zugpaare der Gattungen Regionalzug und S-Bahn in der Relation (Bludenz–)Feldkirch–Buchs SG und zurück, wobei die Station von der Linie S2 der S-Bahn Vorarlberg bedient wird.